# Stăncești-Larga
Stăncești-Larga – wieś w Rumunii, w okręgu Gorj, w gminie Mușetești. W 2011 roku liczyła 201 mieszkańców.